# François Couperin
Pour les autres membres de la famille, voir famille Couperin.
Pour les articles homonymes, voir Couperin.
François Couperin, né le 10 novembre 1668 à Paris et mort le 11 septembre 1733 dans la même ville, est un important compositeur, organiste et claveciniste français de la période baroque. Il est surnommé « Couperin le Grand » pour le distinguer d'autres membres de cette famille qui compte de nombreux musiciens.

## Biographie
François Couperin est né le 10 novembre 1668 rue du Monceau Saint-Gervais à Paris et il est baptisé le 12 novembre 1668 en l'église Saint-Gervais, son parrain étant alors son oncle, l'organiste François Couperin.
Originaires de Chaumes-en-Brie, les Couperin appartiennent à une des plus nombreuses familles de musiciens français des XVIIe et XVIIIe siècles. Comme nombre de ses collègues, François Couperin est tout naturellement destiné, dès sa naissance, à une carrière musicale. Le père de François Couperin, Charles (1639-1679), est le plus jeune frère de Louis Couperin et lui a succédé comme titulaire de l'orgue de l'église parisienne de Saint-Gervais. Il est également professeur de clavecin d’Henriette d'Angleterre, duchesse d'Orléans.
François apprend la musique auprès de son père avant même de savoir lire et écrire. Il ne fait pas d'études générales et ses écrits resteront d'un style et d'une orthographe qui laissent beaucoup à désirer. Orphelin de bonne heure, il est déjà suffisamment doué pour qu'on lui assure la transmission de la charge de titulaire de son père à l'orgue de Saint-Gervais (dite aussi survivance), en la confiant temporairement à Michel-Richard de Lalande jusqu'à ce que le garçon ait l'âge et l'expérience requis.
Il se perfectionne auprès de Jacques Thomelin, organiste de Saint-Jacques la Boucherie et, surtout, l'un des quatre titulaires de l'orgue de la Chapelle royale de Versailles. C'est probablement par l'entremise de Lalande et de Buterne qu'il entre au service de Louis XIV.
Ses qualités de musicien le font hautement apprécier du souverain, et il est nommé l'un des quatre organistes (par quartier) de la Chapelle royale. Mais Couperin n'obtiendra jamais le poste de claveciniste du roi, que son talent aurait pu lui assurer. Ainsi, à la mort de Jean-Henry d'Anglebert c'est le fils de ce dernier, pourtant piètre musicien, qui en conserve la charge.
De santé fragile et de caractère peu mondain, Couperin mène une honnête carrière de musicien et de professeur, apprécié cependant des grands, aux yeux desquels seul Louis Marchand est de taille à rivaliser avec lui. Peu d'événements de sa vie personnelle sont notables, si ce n'est la disparition d'un de ses fils François-Laurent qui quitte le domicile paternel sans presque jamais y revenir. Ses deux filles sont elles-mêmes des musiciennes accomplies : Marie-Madeleine (1690-1742) a été religieuse et organiste à l'abbaye de Maubuisson, tandis que Marguerite-Antoinette (1705-1778) est devenue claveciniste de la Chambre du Roi. Vers la fin de sa vie, il abandonne progressivement ses diverses charges, notamment à la Chapelle royale et sa tribune à l'orgue de Saint-Gervais.
Couperin est avant tout, avec Jean-Philippe Rameau, le grand maître du clavecin en France au XVIIIe siècle, tant par la quantité de ses pièces que par leur qualité. Son œuvre comprend quatre livres divisés en un total de vingt-sept ordres. Les premiers ordres se rattachent encore, bien qu'assez librement, à la suite traditionnelle et comportent généralement un nombre de pièces important : jusqu'à vingt-deux pour le second ordre. Mais à partir du Second livre, toutes les références aux airs de danse disparaissent. Progressivement, Couperin y élabore un style qui lui est très personnel, fait d'une poésie discrète, d'une atmosphère élégiaque et d'une technique qui ne se laisse jamais dominer par la virtuosité ou les effets.
Malgré les années passées à tenir les orgues de l'église de Saint-Gervais et de la Chapelle royale, François Couperin — de manière aussi regrettable que nombre de ses confrères organistes — n'a laissé pour cet instrument que deux messes, œuvres de jeunesse, qui constituent néanmoins un des sommets du répertoire français classique.
Il meurt à Paris le 11 septembre 1733 et est enterré au cimetière Saint-Joseph, avant son transfert dans les catacombes de Paris.

## Biographie musicale

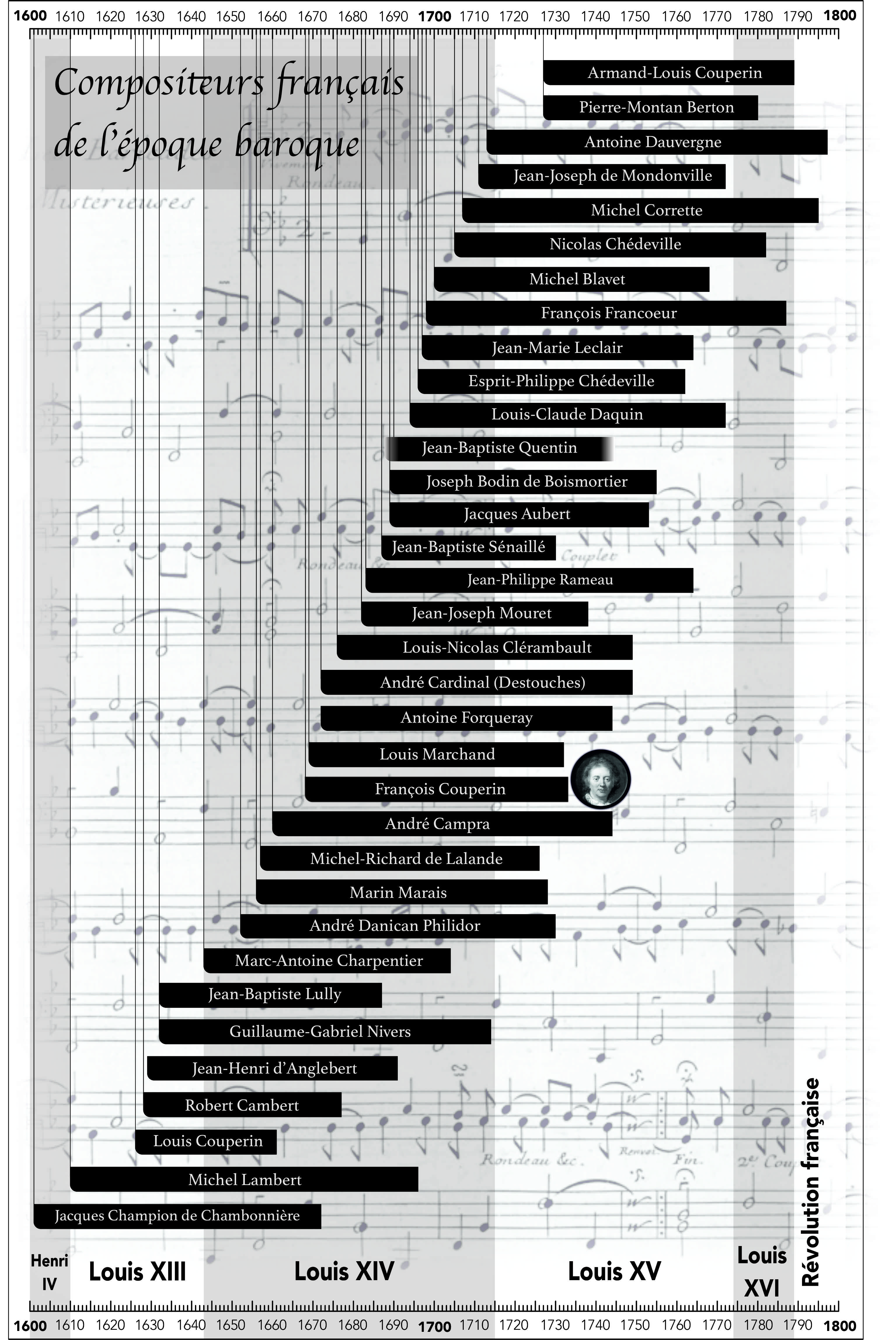
François Couperin dans la frise chronologique des compositeurs baroques français.

Héritier d'une longue tradition musicale dans sa famille, déjà célèbre avant lui, notamment par son oncle, Louis Couperin, et qui le sera encore par d'autres membres, tels Marc-Roger Normand et Armand-Louis Couperin, François Couperin reste le plus illustre membre de la famille.
Organiste titulaire de la prestigieuse tribune de l'orgue de l'église parisienne de Saint-Gervais et d'un quartier (trimestre) de la Chapelle Royale, François Couperin cumule des fonctions, exercées avec discrétion et modestie, à la Cour de Louis XIV et une carrière de compositeur et de professeur de clavecin très recherché.
Son œuvre comprend de nombreuses pièces, instrumentales et vocales, à destination profane ou religieuse. Certaines d'entre elles lui valent une place de premier plan parmi les musiciens français contemporains, notamment ses messes pour orgue, ses Leçons de Ténèbres pour le Mercredi Saint, ses sonates et concerts royaux où il entend réunir les goûts français et italiens, ses pièces pour viole.
Cependant, c'est avant tout son œuvre pour le clavecin, consistant en quatre livres publiés entre 1713 et 1730, qui fait sa gloire et le fait considérer, avec Rameau, comme le grand maître de cet instrument en France. Son traité l'Art de toucher le clavecin publié en 1716 est une source précieuse concernant l'enseignement de cet instrument au XVIIIe siècle.

## Œuvre
François Couperin laisse en tout 126 œuvres.

### Œuvres instrumentales

#### Clavecin
Maître incontesté du clavecin, François Couperin plie la « suite de danses » à sa sensibilité poétique, en s'écartant de plus en plus, au fil de ses quatre recueils, de la structure classique « Allemande - Courante - Sarabande - Gigue ». Il n'utilise d'ailleurs pas le nom de « suite » mais celui d'« ordre », imité par plusieurs de ses collègues et admirateurs.
- Quatre livres de pièces de clavecin comprenant 27 ordres
  - Premier livre, 1713
  - Second livre, 1716/1717 comprenant une de ses pièces les plus connues, Les Barricades mystérieuses
  - Troisième livre, 1722
  - Quatrième livre, 1730
- Huit préludes et une allemande en annexe de son traité L'Art de toucher le clavecin (1716) ;

#### Orgue
- Pièces d'orgue consistant en deux messes (Paris, 1690) :
  - Messe à l'usage ordinaire des paroisses pour les fêtes solemnelles
  - Messe propre pour les Convents de religieux et religieuses

Ces deux messes, d'une qualité exceptionnelle, peuvent se définir à la fois comme la synthèse des messes léguées par les grands maîtres parisiens de l'orgue — notamment Nivers, Lebègue ou Raison — et comme un témoignage tout à fait personnel de l'art organistique de l'auteur, d'une grande économie de moyens, aux thèmes originaux et à la construction réfléchie. Ce sont deux chefs-d'œuvre incontournables de la littérature destinée à cet instrument, malheureusement les seuls qu'ait laissés François Couperin.

#### Musique de chambre
- Sonates en trio (vers 1690) :
  - La Pucelle ;
  - La Steinkerque ;
  - La Visionnaire ;
  - L'Astrée.
- Sonate en quatuor : La Sultanne
- Autre sonate (présente seulement dans le manuscrit de Lyon de 1715) : La Superbe
- Les Nations (1726) : ces pièces en trio comprennent une « sonade » (sic) et une suite ou ordre :
  - La Française (débute par la Pucelle) ;
  - L'Espagnole (débute par la Visionnaire) ;
  - L'Impériale (débute par la Convalescente) ;
  - La Piémontaise (débute par l'Astrée).
- Concerts royaux (1722) no 1 à 4.
- Nouveaux Concerts ou Les Goûts réunis (1724) no 5 à 14.
- Le Parnasse ou l'apothéose de Corelli (1724).
- Concert en forme d'apothéose à la mémoire de l'incomparable M. de Lully (1725).
- Pièces de violes (1728) deux suites.

### Œuvres vocales

#### Œuvres religieuses
- 3 Leçons de ténèbres (1714) ;
- Quid dat nivem sicut lanam, petit motet
- Quis regis Israël, petit motet
- Tabescere me fecit zelfs, petit motet
- Élévations, Magnificat, etc.

#### Œuvres profanes
- Une douzaine d'airs à une, deux ou trois voix
- Ariane consolée par Bacchus, cantate

### Traité
- L'Art de toucher le clavecin